# 崔珉祉
崔珉祉（1993年1月15日—）是一名韩国现代五项运动员，身高1.65米，体重54千克。曾参加2010年广州亚运会现代五项比赛，并获得女子个人第八名和女子团体银牌。